# Rudolf Haarmann
Rudolf Haarmann (geboren 8. Juni 1883 in Bonn; gestorben 23. April 1962 in Münden) war ein deutscher Verwaltungsjurist und Kommunalbeamter.

## Leben
Haarmann war Sohn des Wittener Oberbürgermeisters Gustav Haarmann. Er begann an der Philipps-Universität Marburg Rechtswissenschaft zu studieren und wurde am 30. Januar 1904 im Corps Teutonia zu Marburg recipiert. Als Inaktiver wechselte er an die Ludwig-Maximilians-Universität München und die Westfälische Wilhelms-Universität Münster. Er bestand 1906 das Referendarexamen und wurde in Münster zum Dr. iur. promoviert. Seit 1910 Assessor, trat er in die innere Verwaltung Preußens. 1911 kam er als Stadtsyndikus nach Geestemünde. Im Ersten Weltkrieg war er 1915/16 beim Generalgouvernement Belgien. Anschließend war er von 1917 bis 1934 Bürgermeister in (Hannoversch) Münden. 1935 wurde er Geschäftsführer des Vereins deutscher Eisengießereien (VDE) in Berlin. In der Britischen Besatzungszone war er 1945/46 Landrat des Landkreises Münden. Verheiratet war er seit 1914 mit Henny Bargmann aus Bremerhaven. Aus der Ehe ging eine Tochter hervor.

## Ehrungen
- Ehrenmitglied des Corps Teutonia zu Marburg (30. Juli 1933)

## Archivalien
Archivalien von und über Rudolf Haarmann finden sich beispielsweise
- im Niedersächsischen Landesarchiv (Abteilung Hannover) als Verzeichnung für die Laufzeit 1945 bis 1946, Archivsignatur NLA HA Nds. 120 Hildesheim Acc. 166/86 Nr. 1130 (alte Signatur Acc. 18/76)[1]